# 1939年の日本競馬
1939年の日本競馬（1939ねんのにほんけいば）では、1939年（昭和14年）の日本競馬界についてまとめる。
馬齢は旧表記で統一する。
1938年の日本競馬 - 1939年の日本競馬 - 1940年の日本競馬

## できごと

### 1月 - 3月
- 1月11日 - 馬政局長官は日本競馬会の安田伊左衛門理事長に対し、競馬場への入場者増加に伴う入場者の取り締まりについて通牒を行う[1]。
- 3月1日 - 日本競馬会が理事会で馬事公苑の設置について審議する[1]。
- 3月4日 - 衆議院本会議において、「種馬統制法」「軍馬資源保護法」「競馬法臨時特例に関する法律」の馬政3法律が可決される[1]。
- 3月28日 - 「競馬法の臨時特例に関する法律」が公布され、控除率が15-18%に、政府納付金率は8%から11.5%に引き上げられる[1]。
- 3月29日 - 日本競馬会が馬事公苑の建設に着手する[2]。

### 4月 - 6月
- 4月7日
  - 「種馬統制法」が公布される。これにより、競走馬はすべて同法による検査に合格し、種牡馬、候補種牡馬、優良種牝馬、候補優良種牝馬に指定されることになった[2]。
  - 「軍馬資源保護法」が公布される[2]。
  - 明治天皇が馬匹改良の役所の設置を命じた日に因み、同年より「愛馬の日」がこの日に変更される[2]。
- 4月9日 - 中山競馬場で第1回中山四歳牝馬特別が行われる。第1回の優勝馬はソールレデイ、優勝騎手は石毛彦次郎[3]。
- 4月11日 - 1937年に戦死した阿部純隆日本競馬会常務理事（陸軍予備歩兵大尉）を追悼して、中山競馬場に忠魂碑が建立され、除幕式が行われる[3]。
- 4月29日 - 横浜競馬場で第1回横浜農林省賞典四歳呼馬が行われる。第1回の優勝馬はロツクパーク、優勝騎手は稲葉幸夫[3]。
- 5月11日
  - 日本競馬会が「調教師および騎手共済規程」および「馬丁共済規程」、「調教師、騎手および馬丁共済施設特別会計規程」を施行する[4]。
  - 上記に伴い、関東の「日本騎士倶楽部」と関西の「関西連合騎士会」が解散し、代わって各競馬場単位の調教師騎士会が設立される[4]。
- 6月20日 - 種馬統制法が施行される[4]。

### 7月 - 9月
- 7月3日
  - 軍馬資源保護法が施行される。これは、民有馬を検定して軍用保護馬に指定し、その飼育管理を十分にさせるために飼育費を助成、鍛錬馬の競走の施行を認め、また輸移出に関して政府の許可を必要とするというものであった[4]。鍛錬馬場（競馬場）の数は1府県につき1か所、北海道は3か所以内とし、施行は年2回以内、毎回4日以内とし、また施行者は馬券発行の25%を習得することができるというものであった[4]。
  - 上記の施行に伴い、従来の「地方競馬規則」による競馬は廃止される[4]。
  - アルコールなどの興奮剤使用を取り締まるため、日本競馬会は「装鞍所」の設置を決定する[4]。
- 7月19日 - 日本競馬会は競馬振興会にあて、「1000円以上の賞金に対しては、その1割を国債で支払う」と通知する[4]。
- 7月27日 - 軍用保護馬鍛錬中央会が設立される[4]。
- 8月1日 - 日本競馬会が「日本競馬会調教師および騎手表彰規程」「日本競馬会馬丁表彰規程」を施行する[4]。
- 9月1日 - この日から毎月1日が「興亜奉公日」となり、遊興営業時間の短縮などが図られた。これに際し、安田伊左衛門理事長は9月14日に「開催当日が興亜奉公日に相当する場合は、自粛自戒をもって競馬の施行に遺憾なきを期せられたい」と各競馬場長に通知した[4]。
- 9月18日 - 福島競馬振興会の主催により、福島競馬場関係物故者慰霊祭が福島競馬場で行われる[5]。
- 9月29日 - 競馬場入場者の非行が目立つようになってきたことから、日本競馬会では競馬に関する標語を募集、のちの12月2日に入選作8点を発表した[3]。

### 10月 - 12月
- 10月24日 - 支那事変軍馬祭が、日本競馬会と帝国馬匹協会、日本乗馬協会の3者の共同主催により、東京日比谷公園小音楽堂前広場で神式により行われる[3]。
- 10月28日 - 安田伊左衛門理事長は場内取り締まりに従事する職員の採用を新たに指示し、中山・東京・横浜・京都・阪神・小倉では8名、その他の競馬場は3名を採用させた[3]。
- 12月31日 - 日本競馬会は競馬施行規程を改正し、第40条に規定されていた体高制限[注 1]を削除し、また第43条の競走に出場できる馬の資格を「指定種馬」とした[3]。

### その他
- 春季に福島競馬場で福島農林省賞典抽籤馬障碍競走が新設される[6]。
- 秋季に札幌競馬場で札幌農林省賞典四歳呼馬競走が新設される[6]。

## 競走成績

### 公認競馬の主な競走
- 第1回中山四歳牝馬特別（中山競馬場・4月9日）優勝 : ソールレデイ（騎手 : 石毛彦次郎）
- 第1回横濱農林省賞典四歳呼馬（横浜競馬場・4月29日）優勝 : ロツクパーク（騎手 : 稲葉幸夫）
- 第4回帝室御賞典（春）（阪神競馬場・5月14日） 優勝 : スゲヌマ（騎手 : 伊藤正四郎）
- 第8回東京優駿競走（東京競馬場・5月28日) 優勝 : クモハタ（騎手 : 阿部正太郎）
- 第2回阪神優駿牝馬（阪神競馬場・10月1日) 優勝 : ホシホマレ（騎手 : 佐々木猛）
- 第2回京都農林省賞典四歳呼馬（京都競馬場・10月29日） 優勝 : マルタケ（騎手 : 清水茂次）
- 第5回帝室御賞典（秋）（東京競馬場・11月3日） 優勝 : テツモン（騎手 : 保田隆芳）

### 障害競走
- 第10回中山農林省賞典障碍（春）（中山競馬場・4月9日）優勝 : コクオー（騎手 : 松永光雄）
- 第11回中山農林省賞典障碍（秋）（中山競馬場・12月3日）優勝： シヤインモア（騎手：内藤潔）

## 誕生
この年に生まれた競走馬は1942年のクラシック世代となる。

### 競走馬
- 3月10日 - グランドライト
- 3月31日 - ミナミホマレ
- 4月7日 - バンナーゴール
- 不明 - クリヒカリ、ハヤタケ

### 人物
- 7月1日 - 福永甲 日本中央競馬会騎手・調教師
- 10月3日 - 松元省一 日本中央競馬会調教師